# Din Don - Il paese dei balocchi
Din Don - Il paese dei balocchi è un film per la televisione di genere commedia del 2022, diretto da Paolo Geremei e interpretato da Enzo Salvi. È il seguito di Din Don - Un paese in due, trasmesso su Italia 1 il 1º aprile 2022.

## Trama
Quando Don Donato torna a Pellizzano, piccolo comune del Trentino, lo trova apparentemente molto mutato. Attribuisce questo cambiamento all’apertura di una serie di Sale Bingo e di Casinò che, nel frattempo sono sorti in zona. Ma come se non bastasse i clienti, prevalentemente maschi, sono accompagnati da avvenenti intrattenitrici. Lui infatti cerca di capire il perché di tale involuzione e tentare di porvi rimedio.

## Riprese
Il film è stato girato in Val di Sole, in Trentino-Alto Adige.

## Ascolti
| Prima TV       | Telespettatori: | Share |
| -------------- | --------------- | ----- |
| 1º aprile 2022 | 921.000         | 4,1%  |

## Sequel
Il 18 dicembre 2022 è andato in onda su Italia 1 il sequel dal titolo Din Don - Bianco Natale.